# Федотов, Дмитрий Дмитриевич
Дми́трий Дми́триевич Федо́тов (24 марта [6 апреля] 1908, Пушкино, Смоленская губерния — август 1982, Москва) ― советский психиатр, доктор медицинских наук, профессор, директор Института психиатрии Министерства здравоохранения СССР (1952―1960).

## Биография
Родился в семье православного священника Дмитрия Афанасьевича Федотова (1885—1938).
В 1926 году поступил на медицинский факультет Смоленского государственного университета, которое окончил в 1931 году. Сразу после университета начал работать заведующим врачебным участком в селе Прутки Медынского района Смоленской области. В том же году был призван в Красную Армию в качестве военного врача 190 стрелкового полка.
После армии работал заведующим сельским врачебным участком в Чеховском районе Московской области, затем, с 1934 года - главным врачом поликлиники в городе Ногинск, одновременно являясь районным психиатром. В 1937 году перешел на работу в Краснодарскую краевую психиатрическую больницу, где до сентября 1940 года работал заведующим отделением и заместителем главного врача. Одновременно с работой в больнице преподавал на кафедре психиатрии Кубанского медицинского института.
В сентябре 1940 года переезжает в Москву, где поступил в аспирантуру Центрального института психиатрии МЗ РСФСР, учебу совмещал с работой в детской психиатрической клинике.
С началом войны был направлен в Казанскую психиатрическую больницу, где работал заведующим отделением и старшим врачом больницы. В конце 1942 года назначен главным врачом Калининской психиатрической больницы в селе Бурашево. Сама больница после боевых действий лежала в руинах. В короткий срок Федотов смог  восстановить больницу и начать прием больных, в том числе и с фронта.
В мае 1945 года назначен заведующим Калининским областным отделом здравоохранения. Одновременно педагогическую работу, являясь доцентом на кафедре Калининского педагогического института.
10 июля 1945 года успешно успешно защитил кандидатскую диссертацию.
В 1947 году назначается начальником Главного управления городских лечебно-профилактических учреждений, затем начальником Главного управления лечебно-профилактической помощи и становится членом Коллегии Министерства здравоохранения СССР.
В 1952 году назначен директором Института психиатрии Министерства здравоохранения СССР, проработал в этой должности до 1960 года. В 1956 году защитил докторскую диссертацию на тему «Клинической психиатрии в России в первой половине XIX века».
В 1962 году на Первом съезде невропатологов и психиатров РСФСР избран председателем Всероссийского общества невропатологов и психиатров. Работал на посту директора МНИИ психиатрии Министерства здравоохранения РСФСР.
В 1970 году создал на базе НИИ имени Н. В. Склифосовского отдел психосоматических расстройств Центра по борьбе с острыми отравлениями.
Умер в августе 1982 года в Москве, похоронен на Николо-Архангельском кладбище.

## Вклад в науку
Написал около 200 научных работ, в том числе 4 монографий, стал соавтором учебника психиатрии, который выдержал три издания, был переведен на английский язык, издан в Чехословакии и других странах. Под его руководством опубликовано более 40 сборников научных трудов и монографий. Под руководством Федотова было защищено 8 докторских и более 100 кандидатских диссертаций.

## Награды
- Два ордена Трудового Красного Знамени
- Орден Знак Почета
- Медали